# Alexandre Gnattali
Alexandre Gnattali (Porto Alegre, 4 de fevereiro de 1918) é um maestro, pianista, arranjador e compositor de música popular brasileira.

## Biografia
Filho do professor de música e maestro Alexandre Gnattali e irmão do compositor e maestro Radamés Gnatalli, desde cedo demonstrou interesse pela música, aprendendo piano com sua mãe Adélia Gnattali.
Fez renome principalmente como arranjador e maestro, sendo um dos principais arranjadores e regentes da Rádio Nacional, assinando mais de 1470 arranjos entre as décadas de 1940 e 1950, ficando em segundo lugar em números totais, e ali também iniciou a organização do Arquivo Musical na década de 1940. Segundo Saroldi & Moreira, seu trabalho de arranjador na Rádio Nacional serviu como modelo para muitos outros arranjadores e maestros, e segundo Jessé de Sousa, ele contribuiu significativamente para o desenvolvimento do estilo do "jazz sinfônico" no Brasil. Foi um dos principais arranjadores da gravadora CBS, e conduziu orquestras nas gravadoras Odeon, Continental, Todamérica, Polydor e Columbia. Na Columbia foi ainda um dos diretores do Departamento Musical e um dos responsáveis pelo lançamento do selo Magic Notes no Brasil em 1962. Faria & Coli o chamaram de "grande maestro aclamado", e para Ítalo Neuhaus é um "nome de grande importância na música nacional".
Participou como arranjador ou maestro da gravação de discos de muitos cantores e compositores famosos, como Emilinha Borba, Roberto Carlos, Edu da Gaita, Lupicínio Rodrigues, Orlando Silva, o Trio Irakitan, Jerry Adriani, Dorival Caymmi, Tom Jobim e Vinícius de Moraes, Pixinguinha, Dick Farney, entre outros. Compôs e conduziu a música para três discos infantis com histórias narradas por Tia Chiquinha para a Odeon, foi diretor musical de dois LPs da cantora Gilda Valença, regeu a orquestra na gravação do cordel musical Estória de João-Joana, de Carlos Drummond de Andrade e Sérgio Ricardo.
Colaborou com o irmão em dezenas de trilhas sonoras para o cinema, incluindo para o clássico Rio, Zona Norte. Compôs a trilha para o filme Redenção (1958), as comédias O petróleo é nosso (1954), Carnaval em Marte (1955), O homem do Sputinik (1959), Os apavorados (1962), da produtora Atlântida, e para quase todas as chanchadas da produtora Herbert Richers na década de 1960. Segundo o pesquisador de cinema Hernani Heffner, a produtividade de Gnattali neste campo "é impressionante", "enquanto que o Radamés se liga a todo tipo de produção, o Alexandre vai se fixar muito mais em um estúdio, muito mais na chanchada, vai virar uma assinatura".

## Discografia
Gravou vários discos com suas orquestras, com seleções de obras de diversos autores:
- A música de Joubert de Carvalho – Alexandre Gnattali e Sua Orquestra, 1957
- A canção do fugitivo/Ansiedade, 1957
- Pega ladrão/Maria Fumaça, 1958
- Samba, samba, samba – Orquestra e Coro sob a Direção de Alexandre Gnattali, 1961
- Isto é carnaval, 1962
- Chá-chá-chá – beguine – rumba – Orquestra sob a Direção de Alexandre Gnattali, 1962
- Samba, samba, samba - Volume II — Orquestra e Coro sob a Direção de Alexandre Gnattali, 1964
- Nosso samba é assim — Orquestra e Coro sob a Direção de Alexandre Gnattali, 1975